# 長部努
長部 努（おさべ つとむ、1984年4月9日 - ）は、東京都出身の俳優。サンミュージックブレーン所属。
血液型A型。身長178.5cm。体重57kg。

## 出演

### テレビドラマ
- めだか 第6話（2004年、フジテレビ）
- 義経（2005年、NHK）
- 働きマン 第10話（2007年、日本テレビ）
- 土曜プレミアム・千の風になって ドラマスペシャル「なでしこ隊〜少女達だけが見た特攻隊・封印された23日間〜」（2008年9月9日、フジテレビ）
- ROOKIES 第9話（2008年、TBS）
- ファースト・キス 第7話（2007年、フジテレビ）
- イノセント・ラヴ（2008年、フジテレビ）
- ラブレター（2008年 - 2009年、TBS） - 三木勝（大人時代） 役
- インディゴの夜 エピソード5（2010年、東海テレビ） - 東聡 役
- 臨死!!江古田ちゃん（2011年、日本テレビ） - 北島 役
- さくら心中  第29話（2011年、東海テレビ） - 蔵人 役
- 示談交渉人 ゴタ消し 第12話（2011年、読売テレビ） - ウェイター 役
- 妖怪人間ベム 第7話（2011年、日本テレビ） - チンピラ 役
- 怪奇大作戦 ミステリー・ファイル 第3話（2013年、NHK BSプレミアム） - 被害者 役
- 水曜ミステリー9・横山秀夫特別企画 永遠の時効（2014年6月25日、テレビ東京）
- 天皇の料理番 第11話（2015年、TBS）
- せいせいするほど、愛してる（2016年７月、TBS） - 芦田憲剛　役
- 家政夫のミタゾノ 第2話（2016年10月、テレビ朝日）
- リバース（2017年4月、TBS） - 宮内　役
- 緊急取調室　第7話（2017年、テレビ朝日）
- 警視庁ゼロ係〜生活安全課なんでも相談室〜　第1話（2017年7月、テレビ東京）
- コード・ブルー -ドクターヘリ緊急救命-　3rd season 最終回（2017年9月、フジテレビ）

### その他のテレビ番組
- こたえてちょーだい! 再現ドラマ（フジテレビ）
- アートエンターテインメント 迷宮美術館（NHK-BShi）

### 映画
- 見えないライン（2005年）
- ラフ（2006年）
- シュガー&スパイス 風味絶佳（2006年）
- ちいさな恋のものがたり（2008年）
- 隠し砦の三悪人 THE LAST PRINCESS（2008年）
- 俺たちに明日はないッス（2008年） - 真田シンスケ 役
- ROOKIES -卒業-（2009年）
- ヒーローショー（2010年） - 解体工場のダチ 役
- 酔いがさめたら、うちに帰ろう。（2010年）
- 僕等がいた（2012年） - ウッシー 役
- BRAVE HEARTS 海猿（2012年） - 筧佐助 役
- 江ノ島プリズム（2013年） - 野崎 役
- HK 変態仮面 アブノーマル・クライシス（2016年）
- 海賊とよばれた男（2016年） - 丁稚 役
- あいが、そいで、こい（2018年） - 堀田健太 役
- ゴジラ-1.0（2023年11月03日）- 整備兵・冨田 役[1]
- あの花が咲く丘で、君とまた出会えたら。（2023年12月8日、松竹） - 特攻隊員 役[2][3]

### 舞台
- ジーモ・コーヨ!第一回公演「What can we do?〜寄せ集められた8人の苦悩〜」（2004年3月12日 - 14日、遊空間がざびぃ）
- からはーいA's「箱の中身」（2005年9月1日 - 4日、高円寺明石スタジオ）

### CM
- KDDI 「auの庭で。球児たちの夏篇」（2008年）
- キリンビバレッジ FIRE「兄貴篇」（2008年）
- 暮らしと富士通　消防篇（2010年） - ユウジ役
- 野村證券 企業広告「私たちの原点」（2012年）
- セガネットワークス「サカつくシュート!」サラリーマン　バス亭篇(2014年)
- 吉野家「築地一号店物語」